# Kelly Massey
Kelly Massey (11 de janeiro de 1985) é uma velocista britânica, medalhista olímpica.

## Carreira
Kelly Massey competiu na Rio 2016, conquistando a medalha de bronze no revezamento 4x400m, correndo apenas na eliminatória.